# ハロゲイト
ハロゲイト（英: Harrogate）は、イングランドのノース・ヨークシャーにあるタウン。行政上はバラ・オブ・ハロゲイト の一部で、バラの主要エリアを占めている。タウン内にスパがあり、スパ・タウンとして知られ、観光客も多い。ハロゲイトは17世紀にあったハイ・ハロゲイトとロー・ハロゲイトが成長してできたタウンである。
スパのお湯は、鉄分、硫黄、塩などが含まれている。16世紀に発見され、ジョージ王朝時代には「イングリッシュ・スパ」として知られていた。17、18世紀においては、鉄分を含む「鉄泉水」は、人気のある治療法で、健康を損なった多くの富裕人が訪れ、タウンの経済発展に貢献した。

## 観光地など

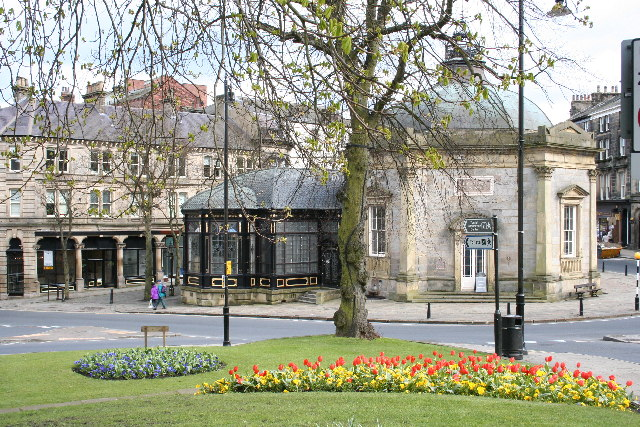
ロイヤル・パンプルーム博物館

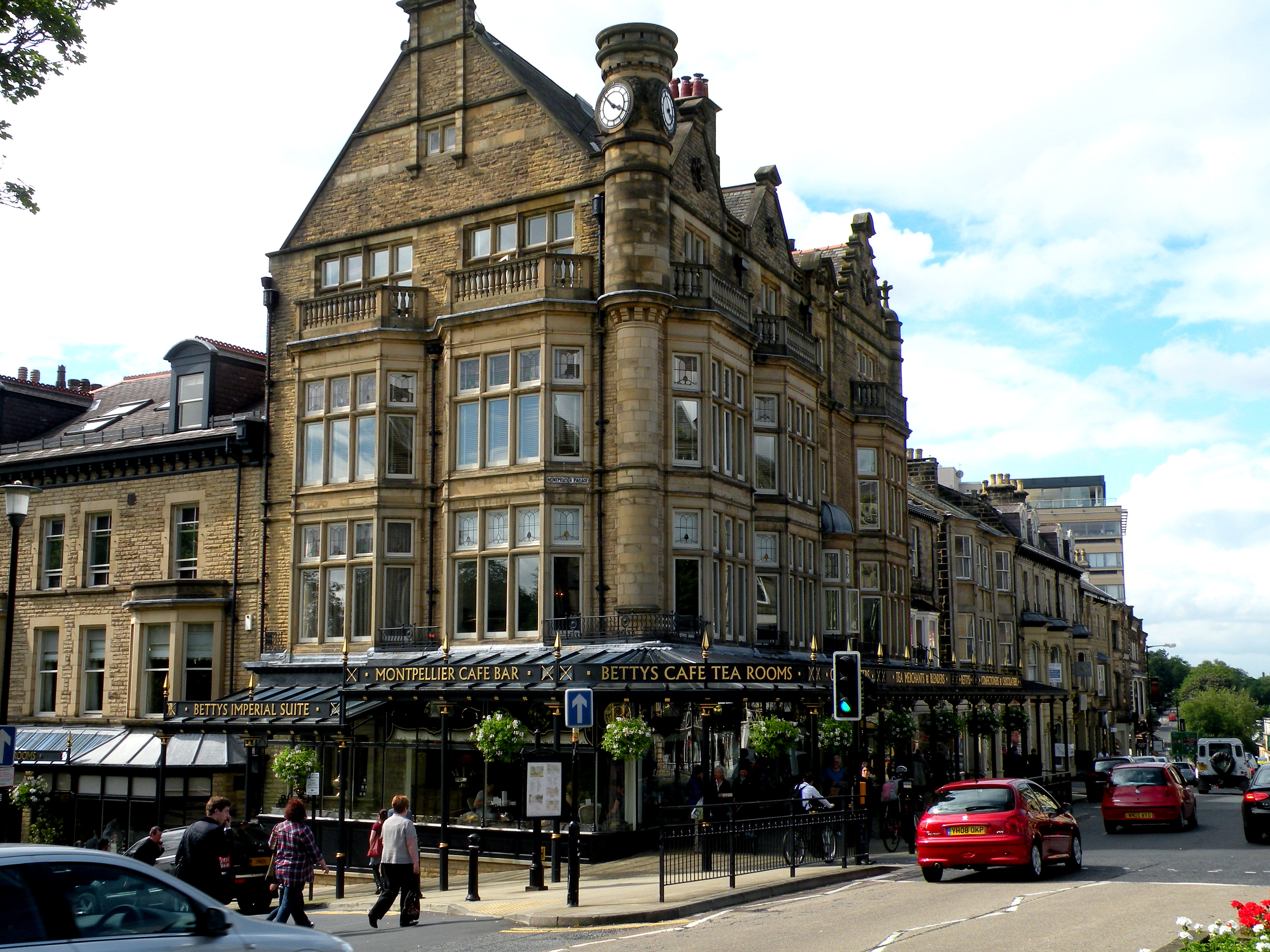
ベティーズ・カフェ・ティールーム

- 王立園芸協会のハーロウ・カー・ガーデン (RHS Garden Harlow Carr)
- ロイヤル・パンプルーム博物館 (Royal Pump Room Museum)
- ベティーズ・カフェ・ティールーム (Bettys Cafe Tea Rooms) 1919年創業の「ベティーズ」と呼ばれる有名なティールームである[2]。イギリス王室御用達の企業。

## 交通

### 空港
リーズ・ブラッドフォード空港 (Leeds Bradford Airport) は、ハロゲイトの中心部から約16km離れたエイドンにある国際空港。

### 鉄道
- ロンドンのキングス・クロス駅から列車に乗り、リーズ (約2時間15分) で乗り換えれば、ハロゲイト～リーズ間は約35分である。

## 姉妹都市
- - ハロゲイト, テネシー州, アメリカ合衆国
- - バニェール＝ド＝リュション, フランス
- - ウェリントン, ニュージーランド

## 出身人物
- アンディ・オブライエン - サッカー選手
- ジェラルド・フィンジ - 作曲家
- ジャック・ラファー - 飛込競技選手
- ハーバート・ハート - 学者
- ジム・カーター - 俳優
- ジェームズ・ケイ - レーシングドライバー
- リチャード・ケイ - レーシングドライバー